# آلتان ارککلی
آلتان اِرکِکلی (ترکی استانبولی: Altan Erkekli؛ زادهٔ ۱ ژانویهٔ ۱۹۵۵) هنرپیشه سینما و تئاتر اهل کشور ترکیه است.

## بخشی از فیلمشناسی
- ویزیون تله -۲۰۰۱
- ویزیون تله طوبی -۲۰۰۴
- افسانه‌های استانبول -۲۰۰۵
- امتحان -۲۰۰۶